# Cratyna fastigata
Cratyna fastigata är en tvåvingeart som beskrevs av Hans-Georg Rudzinski 2006. Cratyna fastigata ingår i släktet Cratyna och familjen sorgmyggor.
Artens utbredningsområde är Tyskland. Inga underarter finns listade i Catalogue of Life.